# フォークランド海流
フォークランド海流（フォークランドかいりゅう、英: Falkland Current）とは南アメリカ大陸南端とフォークランド諸島との間を通り、アルゼンチン海のパタゴニア地方沿岸に沿って北上する寒流。マルビナス海流（マルビナスかいりゅう、英: Malvinas Current）とも呼ばれる。南極環流の一部が南米最南端のホーン岬付近で分流したもので、ラプラタ川河口沖において、南下してくる暖流のブラジル海流との間に収束帯（潮境）を生じさせる。潮境において、一部はブラジル海流の下層に潜入するが、大部分はブラジル海流とともに東に流れ南大西洋海流となる。この地域の海況は、日本の三陸沖や北米東岸のニューファンドランド沖と類似している。

## データ
- 流量：60 - 90 Sv
- 塩分濃度：33.5 - 34.5 psu（実用塩分単位）[1][2]